# Rouwberghoningkruiper

Leefgebied in Venezuela

De rouwberghoningkruiper (Diglossa venezuelensis) is een zangvogel uit de familie Thraupidae (tangaren). De vogel werd in 1925 door de Amerikaanse vogelkundige  Frank Chapman geldig beschreven. Het is een bedreigde endemische vogelsoort in noordoostelijk Venezuela.

## Kenmerken
De vogel is 13,5 cm lang. Het mannetje is praktisch geheel zwart met een toefje witte veertjes op de flanken. Vrouwtjes zijn olijfbruin van boven, meer licht okerkleurig op de keel en oranjebruin op de borst, naar de buik toe meer grijs. De bovensnavel is aan het eind voorzien van een neerwaarts buigend haakje.

## Verspreiding en leefgebied
De vogel komt alleen voor in twee berggebieden in het noordoosten van Venezuela, het Turimiquire Massief en de Cordillera de Caripe, gelegen in de deelstaten Anzoátegui, Monagas en Sucre. Het leefgebied bestaat uit de bosranden van groenblijvend montaan bos en secundair bos en gebieden met struikgewas op hoogten tussen 1500 en 2500 m boven zeeniveau.

## Status
De rouwberghoningkruiper heeft een beperkt verspreidingsgebied en daardoor is de kans op uitsterven aanwezig. De grootte van de populatie werd in 2018 door BirdLife International geschat op 0,67 tot 11 duizend volwassen individuen en de populatie-aantallen nemen af. Het leefgebied wordt aangetast door ontbossing waarbij natuurlijk bos wordt omgezet in gebied voor agrarisch gebruik zoals de teelt van koffie, mango, bananen en citrusvruchten. Om deze redenen staat deze soort als bedreigd op de Rode Lijst van de IUCN.